# 増田守人
増田 守人（ますだ もりと、10月6日 - ）は、日本で活動するミュージカル俳優である。静岡県焼津市出身。劇団四季所属。

## 来歴
音楽大学在学中にモデル、タレントとして活動した後にドイツで声楽等の活動を行い、2001年11月に劇団四季のオーディションに合格し、劇団四季へ入団した。その後長年出演しているオペラ座の怪人では公演委員長を務めている。

## 主な出演作品

### 舞台
- キャッツ（オールドデュトロ ノミー）
- オペラ座の怪人（ムッシュー・アンドレ、ムッシュー・フィルマン）
- アラジン（サルタン）

### テレビ
- キャッチアップ（Catcher）